# Filippa Angeldal
Ingrid Filippa Angeldal –también escrito Angeldahl– (Upsala, Suecia; 14 de julio de 1997) es una futbolista sueca. Juega como centrocampista, actualmente en el Real Madrid Club de Fútbol. Es internacional con la selección de Suecia.

## Estadísticas

### Clubes
| Club            | País       | Año           |
| --------------- | ---------- | ------------- |
| IK Sirius       | Suecia     | 2013          |
| AIK             | Suecia     | 2014 - 2015   |
| Hammarby        | Suecia     | 2016 - 2017   |
| Linköpings      | Suecia     | 2018 - 2019   |
| BK Häcken       | Suecia     | 2020 - 2021   |
| Manchester City | Inglaterra | 2021 - 2024   |
| Real Madrid     | España     | 2024 - actual |

## Palmarés

### Títulos nacionales
| Título                | Club                    | País       | Año     |
| --------------------- | ----------------------- | ---------- | ------- |
| Elitettan             | Hammarby                | Suecia     | 2016    |
| Damallsvenskan        | Kopparbergs/Göteborg FC | Suecia     | 2020    |
| Copa de Suecia        | BK Häcken               | Suecia     | 2020-21 |
| FA Women's League Cup | Manchester City         | Inglaterra | 2021-22 |

### Títulos internacionales
| Título                     | Equipo | Sede   | Año  |
| -------------------------- | ------ | ------ | ---- |
| Campeonato Europeo Sub-19  | Suecia | Israel | 2015 |
| Juegos Olímpicos de Verano | Suecia | Tokio  | 2020 |

(*) Incluyendo la Selección

## Vida privada
Angeldahl está comprometida con su agente deportiva, Megan Brakes.